# Chuck Berry in Memphis
Albums de Chuck Berry
Chuck Berry's Golden Hits
(1967) Live at the Fillmore Auditorium
(1967)
Chuck Berry in Memphis est un album du guitariste, chanteur et auteur-compositeur américain Chuck Berry sorti en août 1967 chez Mercury Records.

## Histoire
Enregistré, comme son titre l'indique, à Memphis, Chuck Berry in Memphis se distingue des précédents albums de Chuck Berry par l'importance accordée aux cuivres, qui sont tenus par des membres des Memphis Horns. Il inclut deux nouvelles versions d'anciennes chansons : Sweet Little Rock and Roller et Oh Baby Doll.

## Titres
Toutes les chansons sont écrites et composées par Chuck Berry, sauf mention contraire.

### Face 1
1. Back to Memphis – 2:40
2. I Do Really Love You – 2:28
3. Ramblin' Rose (Joe Sherman, Noel Sherman) – 2:34
4. Sweet Little Rock and Roller – 2:40
5. My Heart Will Always Belong to You – 2:40
6. Oh Baby Doll – 2:15

### Face 2
1. Check Me Out – 2:32
2. It Hurts Me Too (Mel London) – 2:57
3. Bring Another Drink (Bob Bell, Roy Branker) – 2:34
4. So Long (Irving Melsher, Remus Harris, Russ Morgan) – 2:43
5. Goodnight, Well It's Time to Go (Calvin Carter, James Hudson) – 2:20

## Musiciens
- Chuck Berry : chant, guitare
- Tommy Cogbill : basse
- Bobby Emmons, Reggie Young : piano
- Andrew Love : saxophone ténor
- James Mitchell : saxophone baryton
- Gene Miller : trompette
- Satch Arnold : batterie